# がんばれ、ラジリーマン!
『がんばれ、ラジリーマン！』は、YouTubeで主にラジオドラマを中心に配信をしているラジオ番組。ジェラ、ヤード、Mochio、保の4人がパーソナリティを担当している。

## 概要
2016年2月28日よりポッドキャストにて配信を開始した。その後2016年5月7日よりYouTubeで主に番組の配信を行っている。

## メンバー
2020年5月1日現在のメンバーは以下の通り。
- ジェラ
- ヤード
- Mochio(もちお)
- 保

## 過去の番組
主にオリジナルラジオドラマを配信している。この他、各種コーナー、フリートーク、映画批評、ゲーム生配信などの企画も不定期で配信している。

### コーナーまたは企画
- 「ヤード係長の窓際トーク」
- 「映画批評」

## エピソード
- ラジオドラマ「今、立って進むとき。」は、TBSラジオ『JUNKサタデー エレ片のコント太郎』内コーナー「S級今立、貸します!」にMochioが応募した結果、番組内で採用され、今立進の出演が決定した。なお、収録の様子は当該番組にて2018年5月12日に放送された。